# Xoanodera subdita
Xoanodera subdita es una especie de escarabajo longicornio del género Xoanodera, tribu Cerambycini, subfamilia Cerambycinae. Fue descrita científicamente por Holzschuh en 2005.

## Descripción
Mide 19,3-24 milímetros de longitud.

## Distribución
Se distribuye por Malasia (Borneo).